# Taurus 80

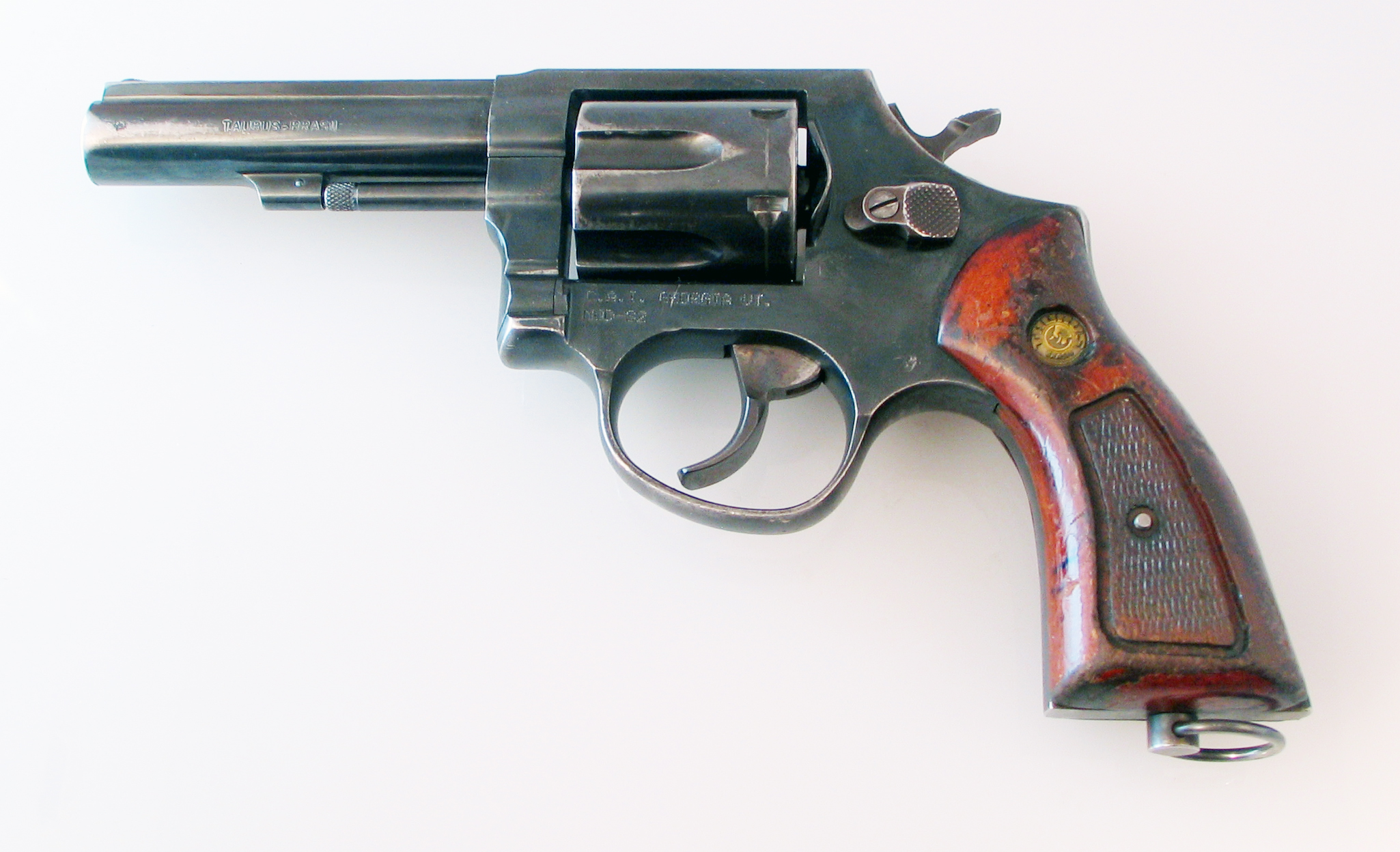
Le Taurus 82 1er modèle (1982-2005): un M80 à canon lourd

Le revolver brésilien Taurus 80 est une variante du S&W M&P. Sa fabrication par Forjas Taurus SA dura entre 1971 et 2001. Le canon est léger. La crosse est en bois dur. Il est construit en acier inox ou au carbone. La visée est fixe. Il fut vendu principalement en Amérique latine et aux USA.

## Fiche technique
- Munition : .38 Special
- Fonctionnement : double action
- Longueur du canon : 76 ou 100 mm
- Longueur : 235 mm avec le canon le plus long
- Masse de l'arme vide : 850-880 g
- Barillet : 6 coups
- Usage : Arme de police

## Diffusion
Le  révolver Taurus modèle 80 arma les policiers brésiliens (avant d'être remplacé par des Taurus PT 100).
Il fut vendu en grand nombre au Canada et aux États-Unis sur le marché de la défense personnelle.

## Le Taurus Modèle 80 dans la culture populaire
- Ce revolver arme les hommes de mains de Mendez dans Vengeance, un criminel dans Taking lives - destins violés les employés de la compagnie de transport de fonds La Vigilante dans Le Convoyeur.

## Sources et bibliographie francophone
Cette notice est issue de la lecture des revues  et ouvrages spécialisés  de langue française suivantes :
- Cibles (FR)
- Action Guns (Fr)
- R. Caranta, Pistolets & revolvers, aujourd'hui, 5 tomes, Crépin-Leblond, 1998/2009
- Catalogue  de l'importateur français des armes Taurus, édition 2006/2007